# Daihatsu Atrai
El Daihatsu Atrai (ダイハツ・アトレー, Daihatsu Atorē) és un kei car de la marca japonesa Daihatsu. L'atrai és un monovolum derivat del Daihatsu Hijet, el model comercial de la gama Daihatsu. Actualment, l'any 2021, el model es troba a la seua cinquena generació, presentada l'any 2005. Des de la cinquena generació, també es comercialitza amb el nom de Subaru Dias Wagon.

## Primera generació (1981-1986)

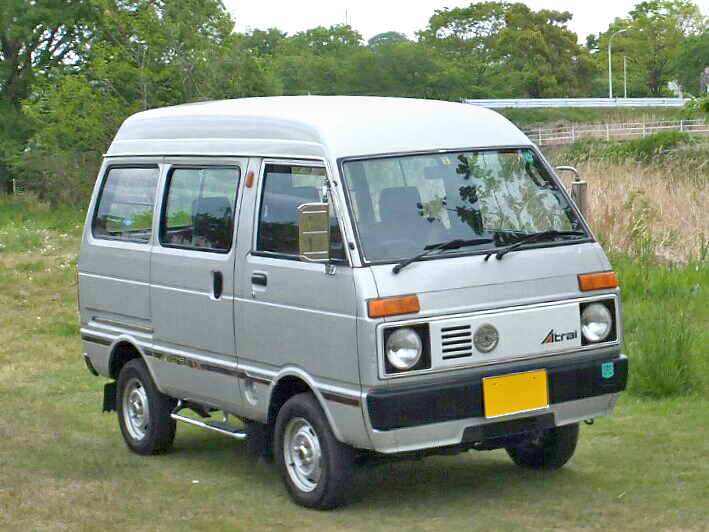
Daihatsu Atrai LX

La primera generació de la Daihatsu Atrai fou presentada el setembre de 1981 amb el nom de "Hijet Atrai Van", amb la intenció de comercialitzar-la com una versió de passatgers i familiar de la Daihatsu Hijet, el model comercial i industrial de la marca. Des d'octubre de 1983, la versió va ser comercialitzada com un model diferenciat de la Hijet romanent així fins a l'actualitat. Mecànicament, l'Atrai era idèntica al Hijet i equipava un motor de 547 cc, tracció davantera o total i una transmissió manual de quatre o cinc velocitats. El febrer de 1984 s'afegí a la gama una versió amb turbocompressor que també podia equipar-se a les versions 4WD. L'any 1986 va finalitzar la producció i comercialització de la primera generació de la Daihatsu Atrai.

## Segona generació (1986-1994)

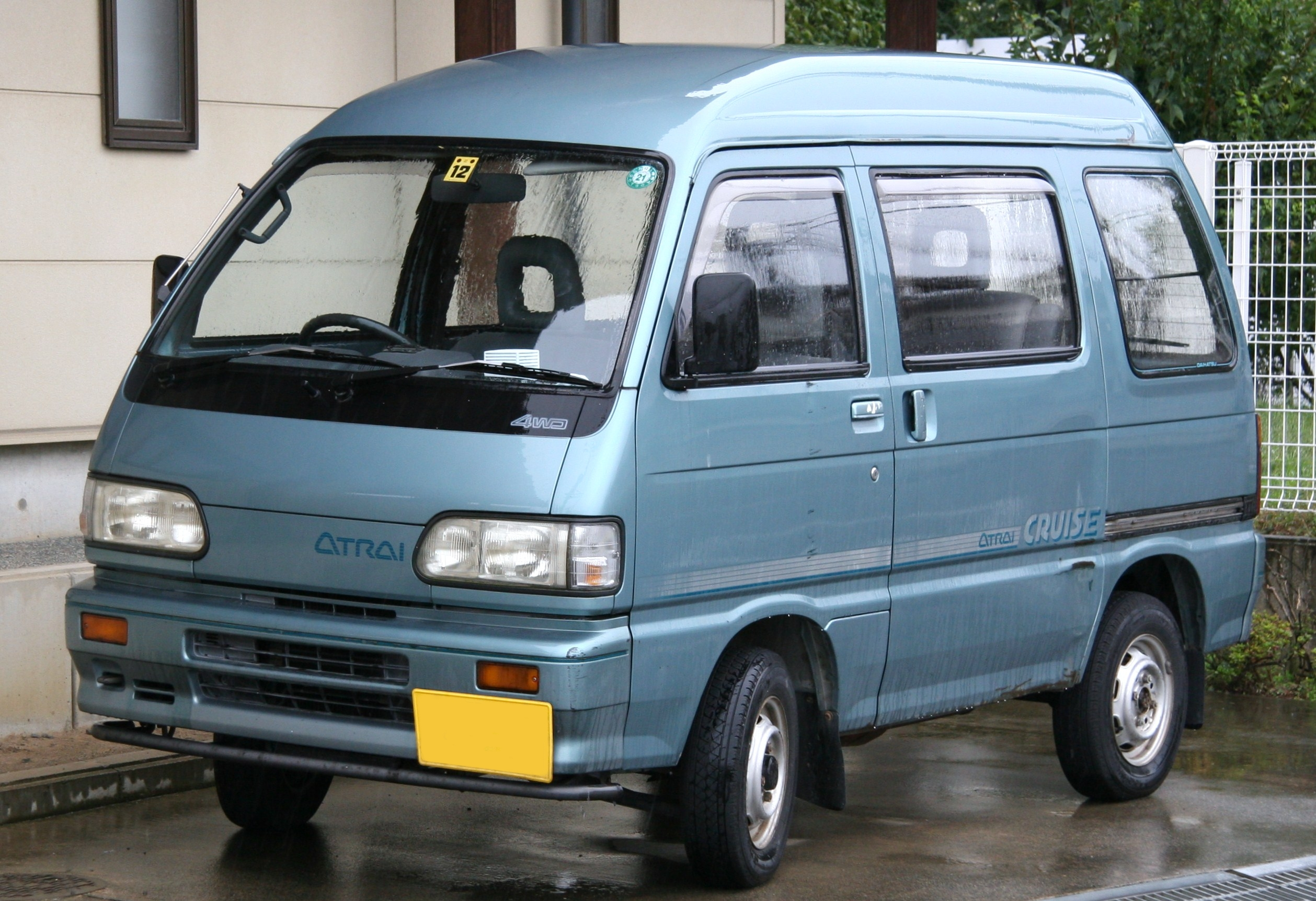
Atrai Cruise 4WD

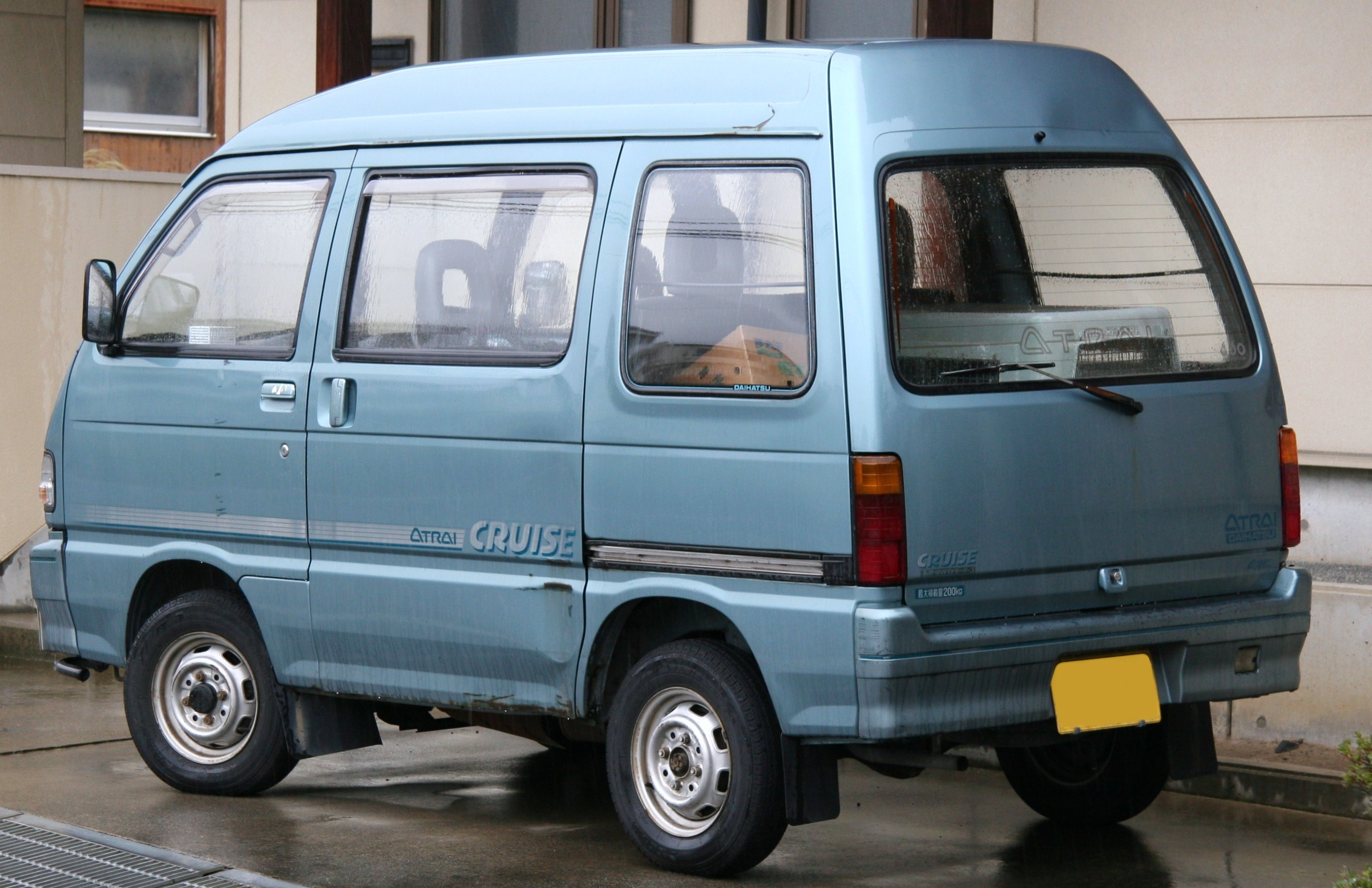
Atrai Cruise 4WD

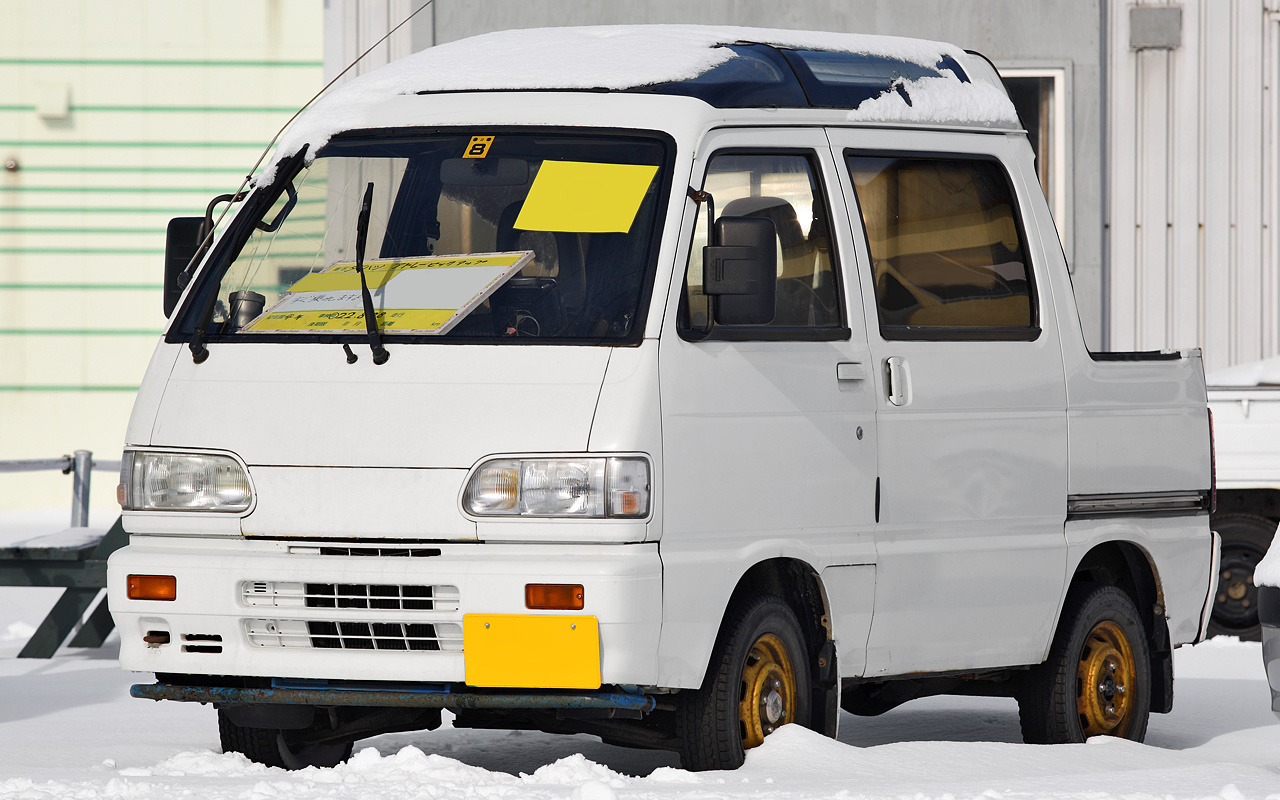
Atrai Deck Cosmic Roof (1992)

La segona generació de l'Atrai es presentà al mercat el maig de 1986. Com a l'anterior generació, l'Atrai derivava directament de la Daihatsu Hijet, tot i que marcant més diferències amb aquesta en comparació amb l'anterior generació. A banda de la tradicional carrosseria, aquesta generació també es va oferir amb carrosseria "Deck", una mena de pickup amb quatre portes. Va rebre una motorització tricilíndrica de 547 cc diferent del de l'anterior generació i, l'any següent, el 1987, va rebre una versió amb turbocompressor. Al llarg de la seua producció, la segona generació de l'Atrai va estar disponible amb tracció davantera o total parcial o contínua i amb transmissió manual de quatre i cinc velocitats o automàtica de tres. L'any 1990, amb el canvi en la llei reguladora dels kei car, l'Atrai va rebre un nou motor de 659 cc i va vore augmentada la seua llargària fins a 10 centímetres. El setembre de 1992, el model va rebre un lleuger redisseny, tant estètic com mecànic, amb la introducció de nous motors i la retirada d'altres.

## Tercera generació (1994-1998)

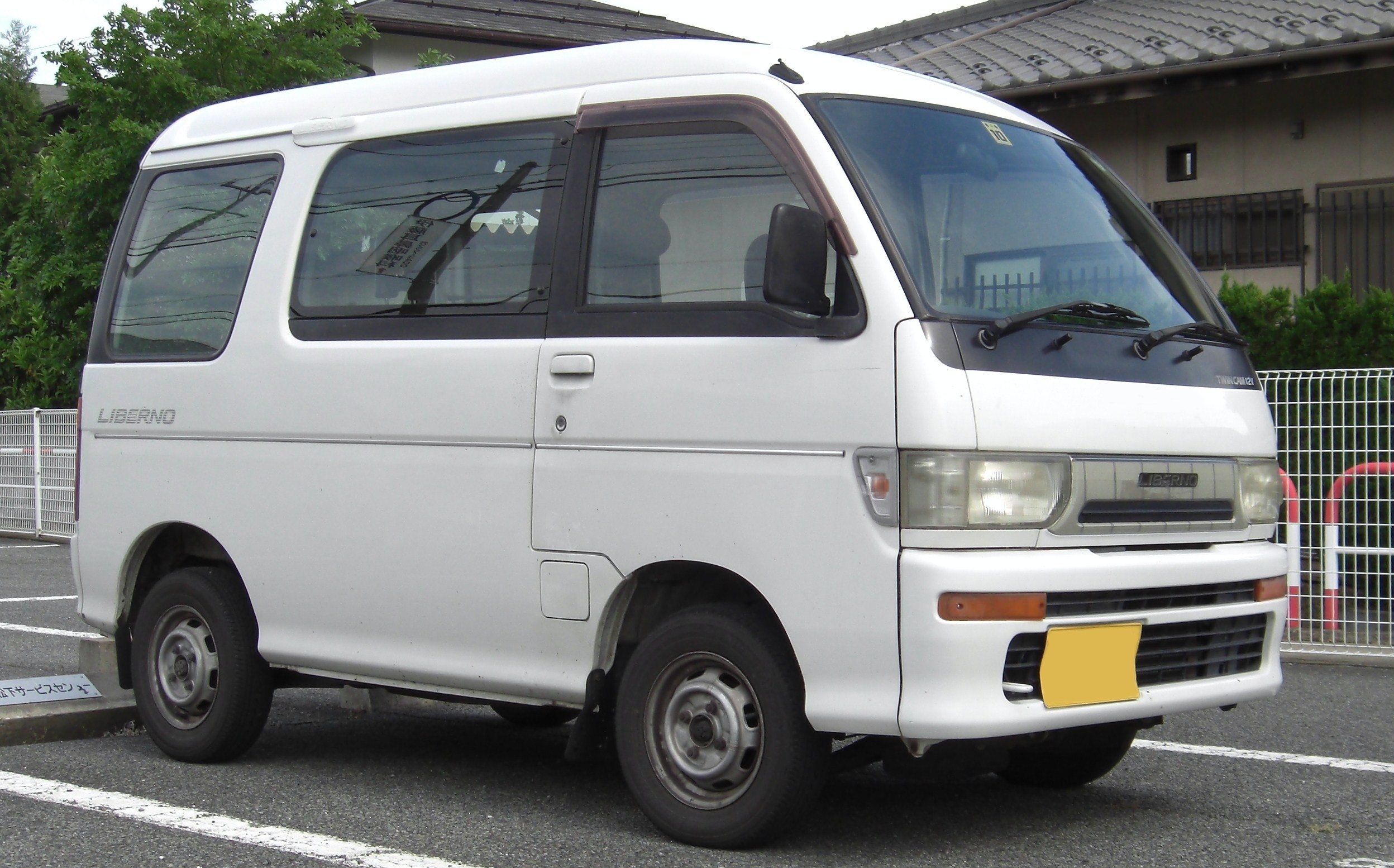
Atrai Liberno

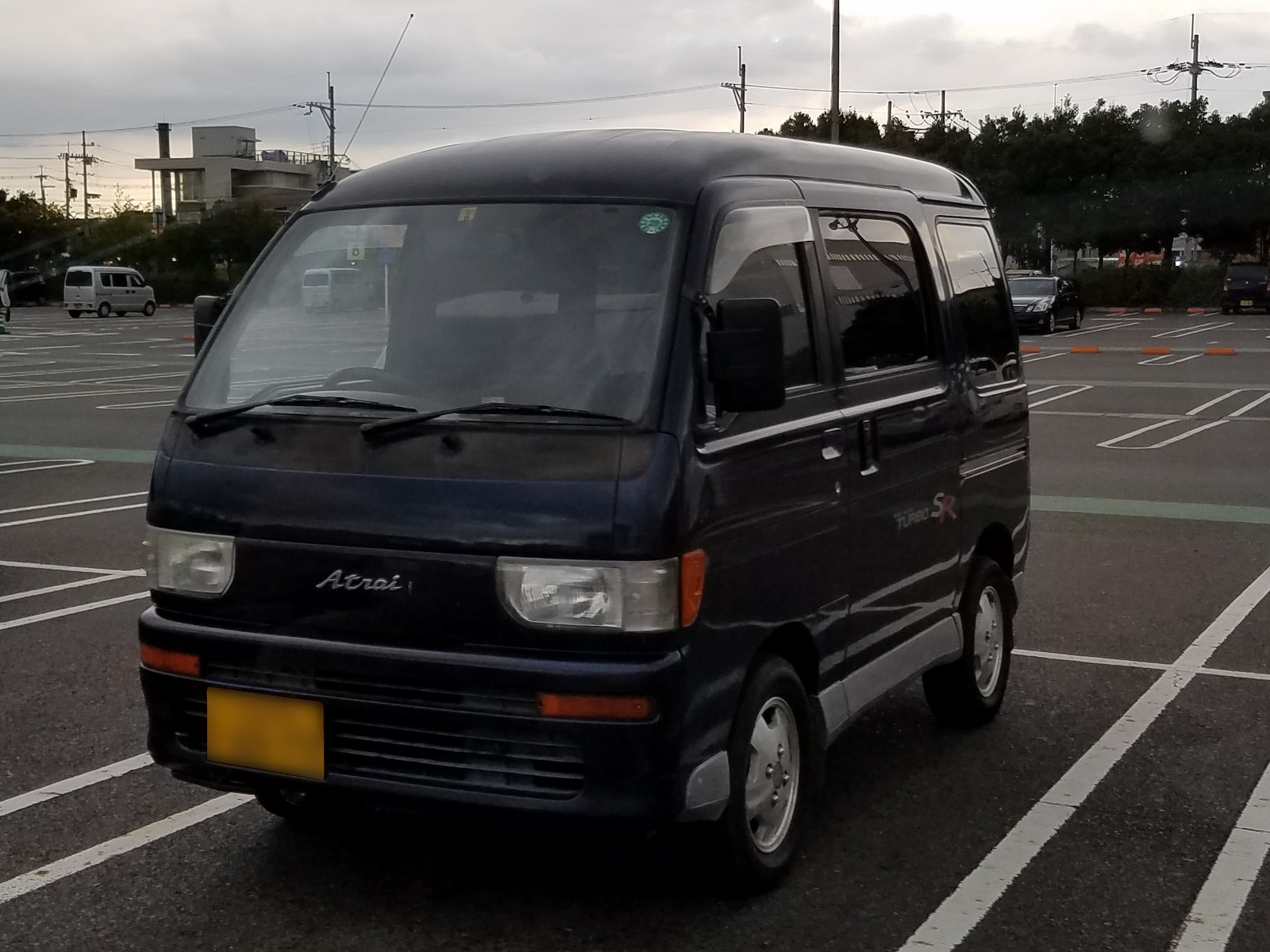
Atrai SR Turbo

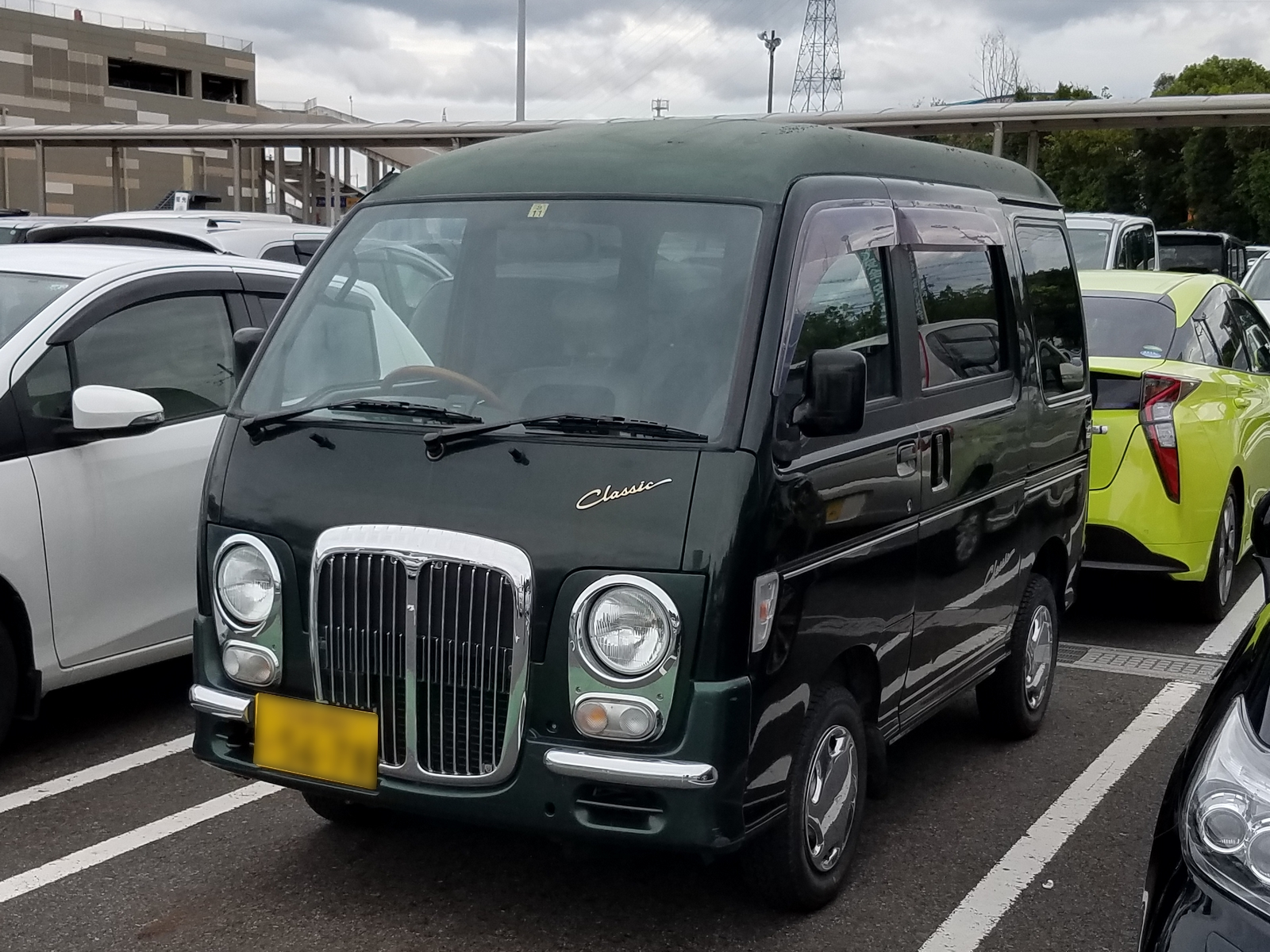
Atrai Classic

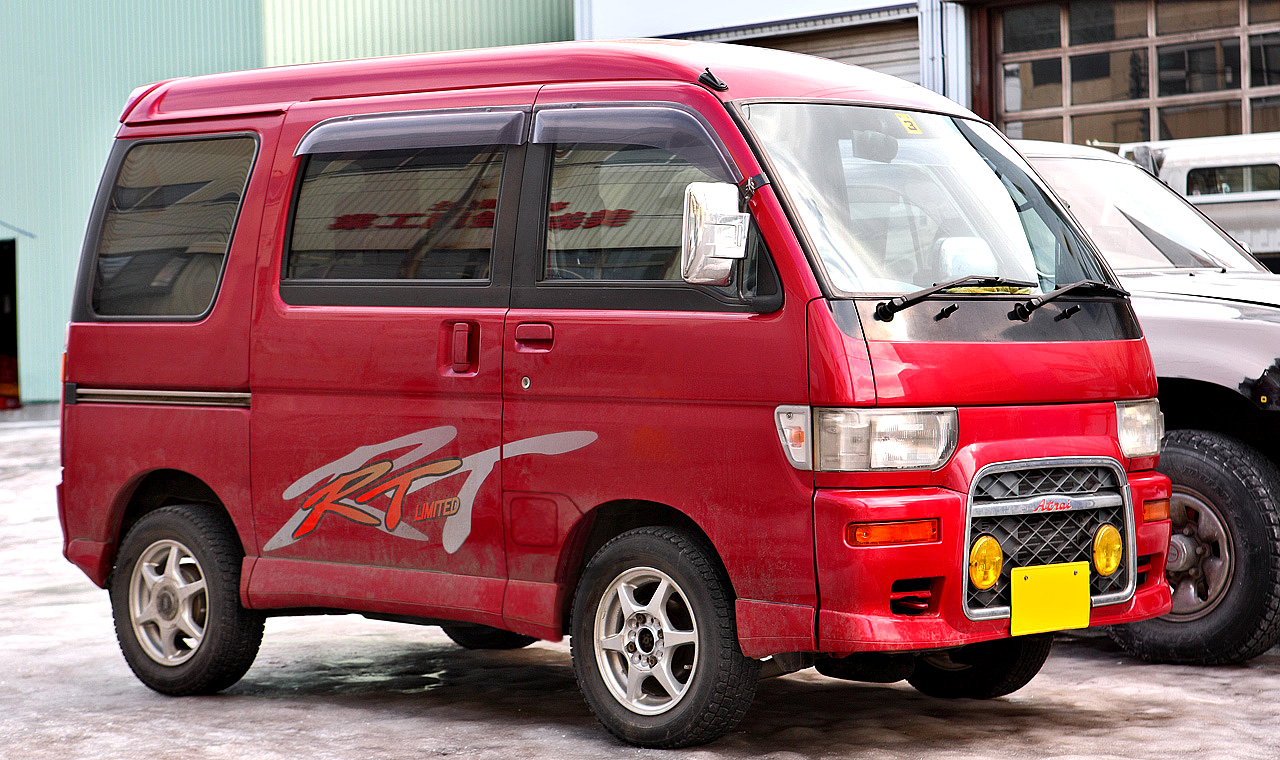
Atrai RT Limited 4WD

La tercera generació de la Daihatsu Atrai arribà al mercat el gener de 1994 juntament amb la huitena generació de la Daihatsu Hijet del qual deriva. Els dos models van ser presentats al Saló de l'Automòbil de Tòquio i l'Atrai va rebre els codis de chassis S120 i S130.
Durant la producció d'aquesta generació, els nivell d'equipament foren els següents:
- LX
- MX (Turbo)
- SR
- Liberno
- Appare (Turbo)
- RT (Turbo)
- Classic (Turbo)

La nova Atrai va enfocar-se en el comfort dels passatgers més encara que a les anteriors generacions, amb una suspensió trasera independent, en lloc de l'antiga suspensió de ballesta. Per altra banda, l'Atrai va ser equipada amb motors més potents que la Hijet, amb turbocompressor els dos, un SOHC de 6 vàlvules i un Twin-cam de 12, aquest darrer des del gener de 1997. Els dos motors arrivaven al límit de 64 cavalls que establia aleshores la llei regulatòria dels kei cars. Els nivells SR i RT, Turbo, van rebre de sèrie el sistema antibloqueig de rodes (ABS). A l'octubre de 1997 es presentà l'Atrai Classic amb, entre altres millores, interior de pell i sistema de clau remota.

## Quarta generació (1999-2005)

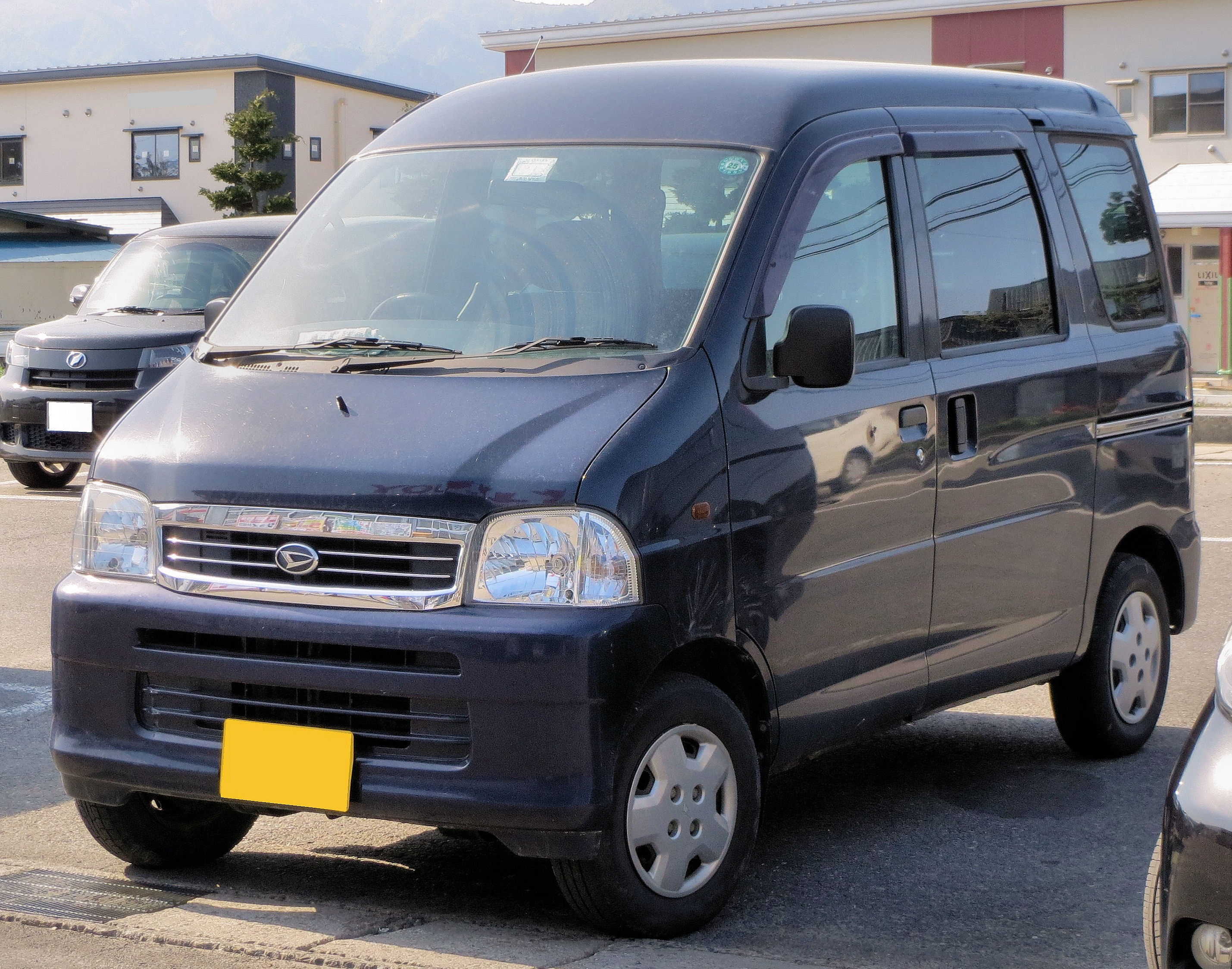
Atrai Wagon CX

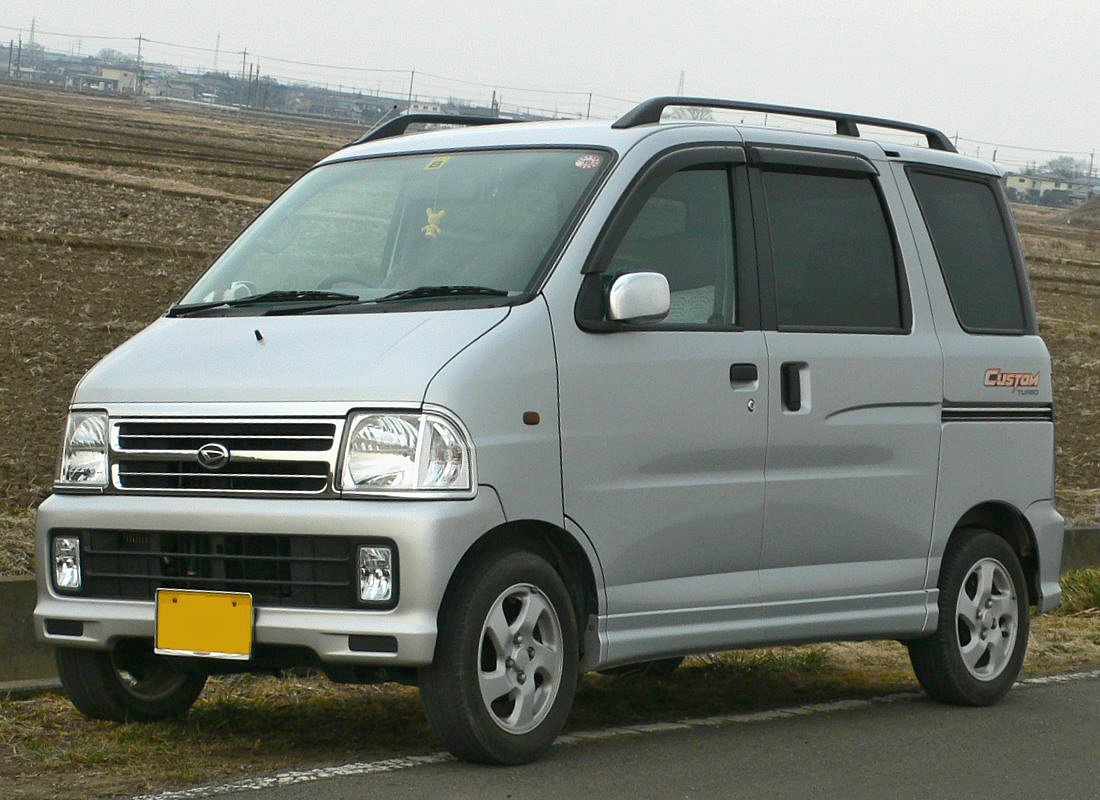
Atrai Custom (1999)

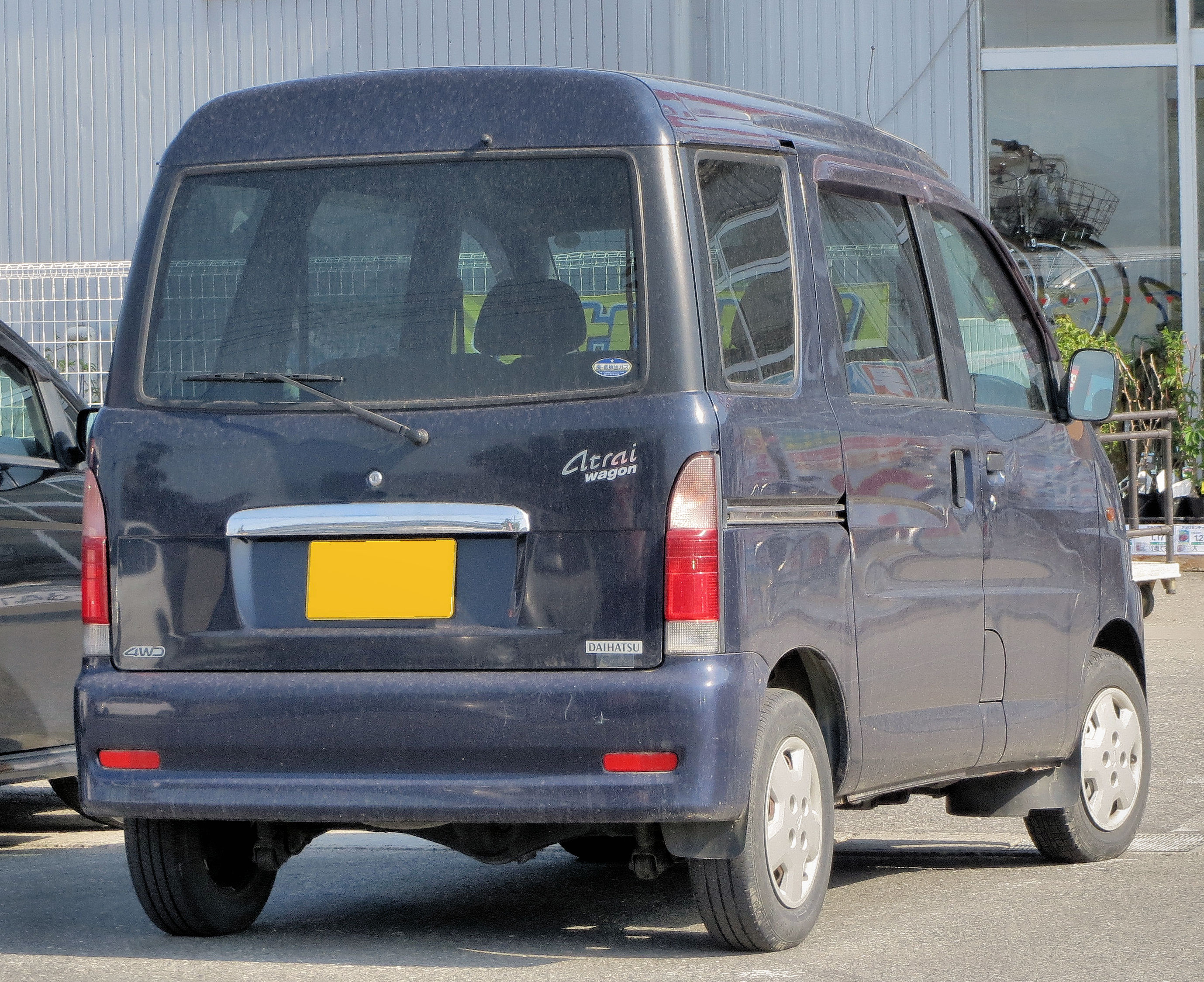
Atrai Wagon CX

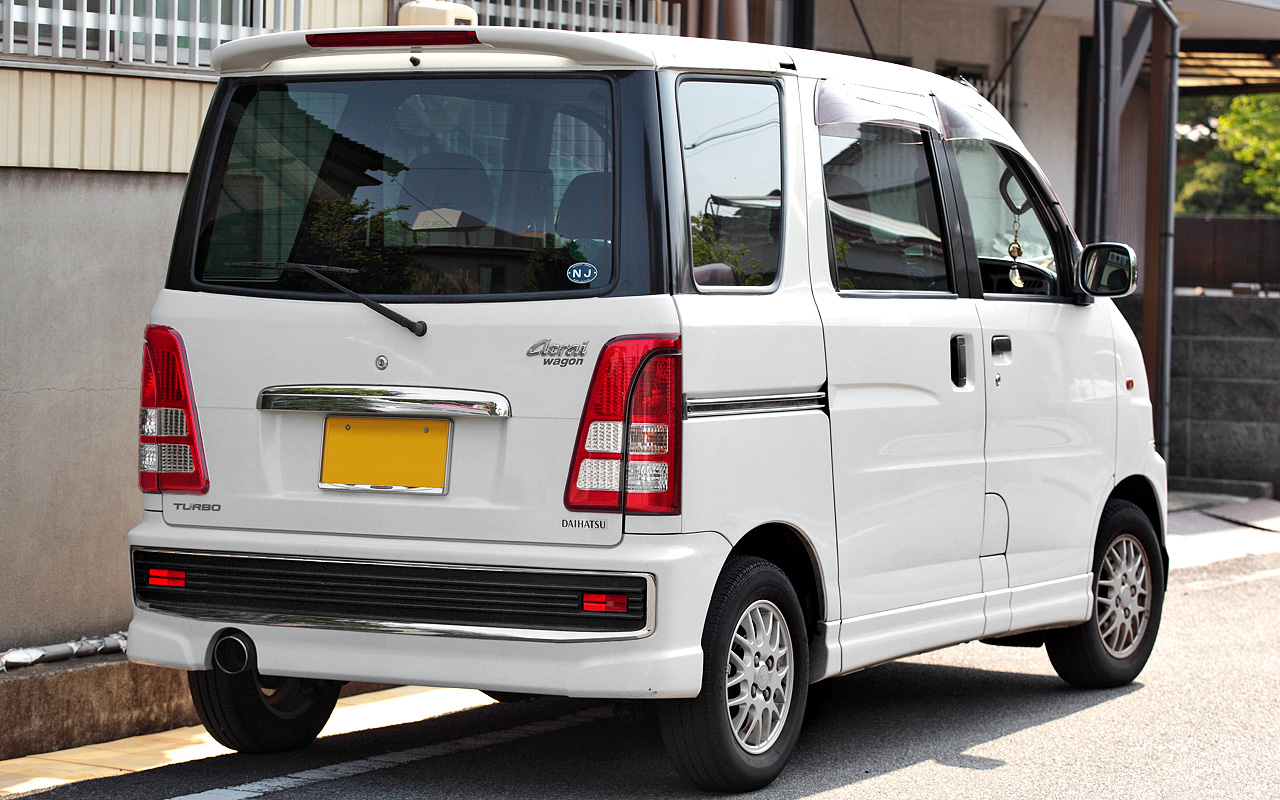
Atrai Custom Turbo

La quarta generació de l'Atrai, presentada el gener de 1999 juntament amb la novena generació de la Daihatsu Hijet, fou dissenyada per Italdesign Giugiaro. Aquesta nova generació, va equipar un motor de 658 cc, atmosfèric o amb turbocompressor, amb tracció davantera o total (ocasional/contínua) i una transmissió manual de cinc velocitats o una automàtica de tres o quatre velocitats.
Durant la producció d'aquesta generació, els nivell d'equipament foren els següents:
- CL (Turbo)
- CX
- Touring Turbo
- Custom (Turbo)
- Aerodown Billet (Turbo)

El 7 de juliol de 2000, Daihatsu va presentar l'Atrai 7, una versió allargada de l'Atrai amb set places i un motor de 1.300 cc. El model també va ser comercialitzat com a Toyota Sparky. La producció de l'Atrai 7 va finalitzar el 26 de desembre de 2004.

## Cinquena generació (2005-actualitat)

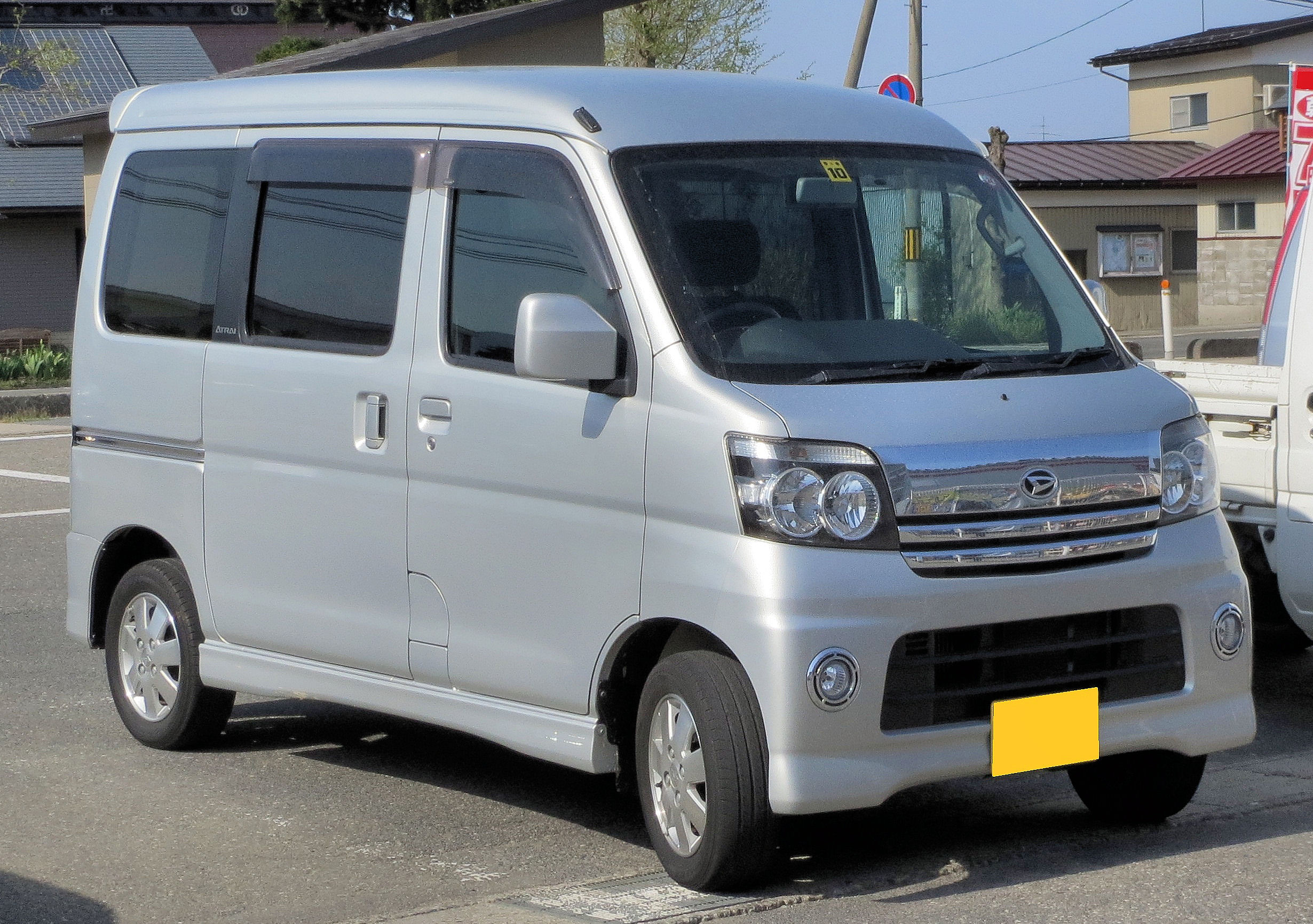
Atrai 2005

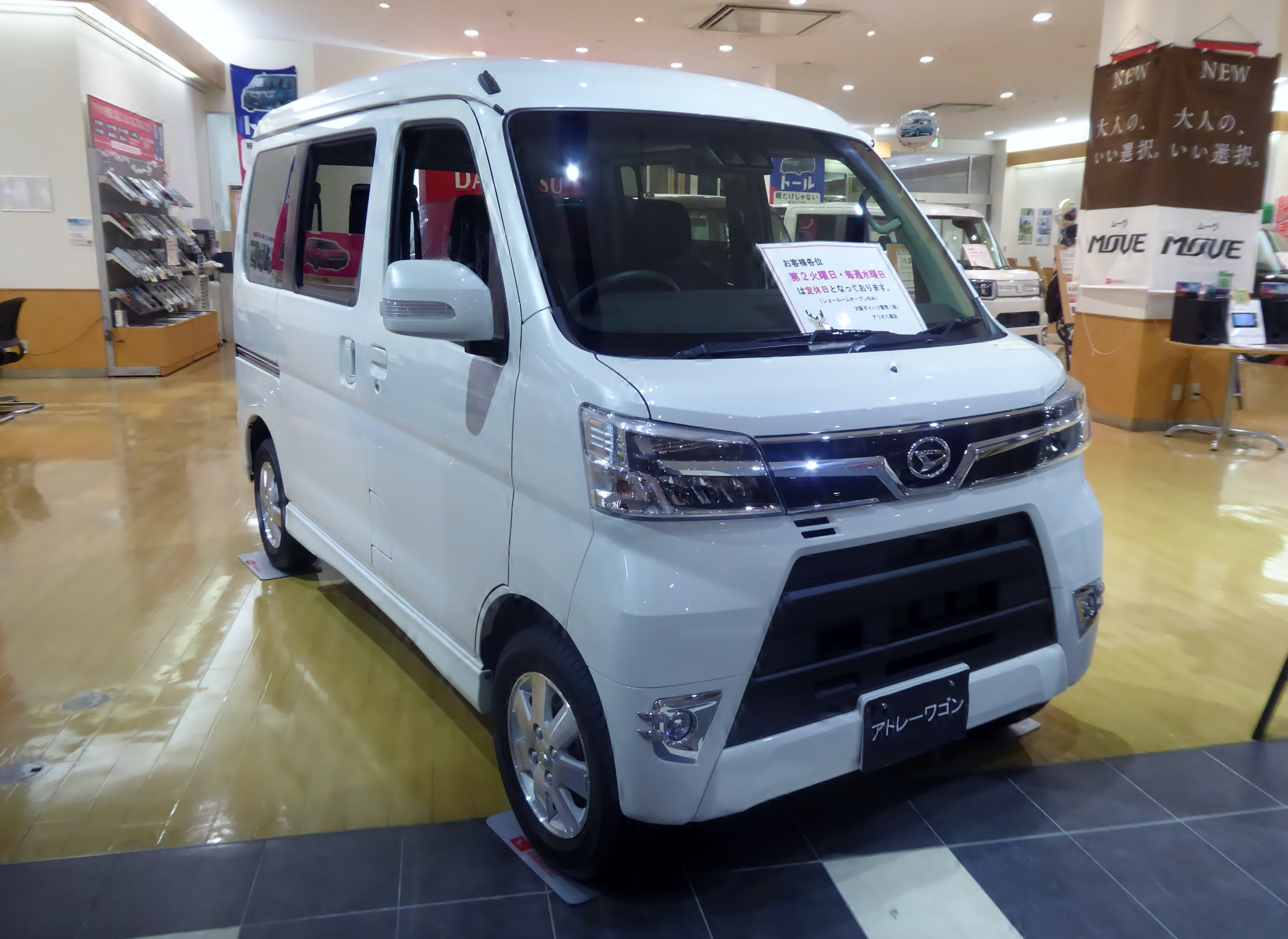
Atrai 2017

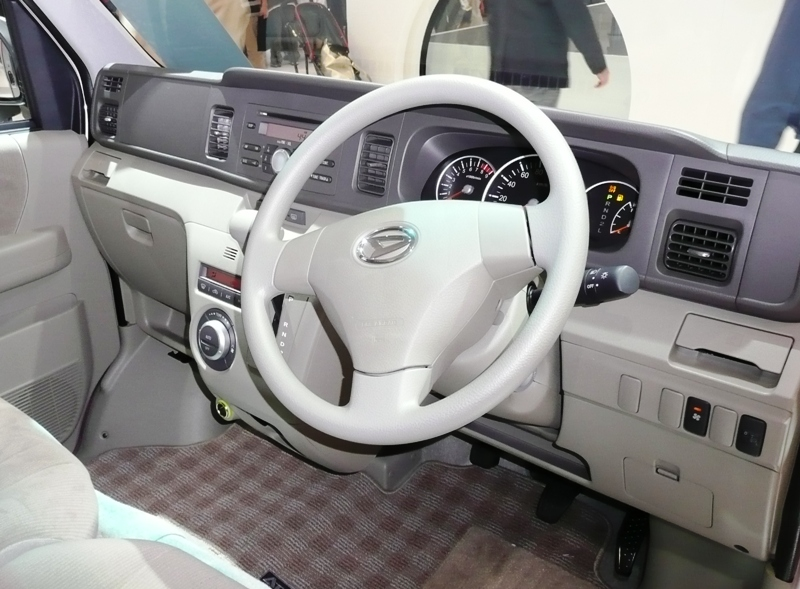
Interior 2007

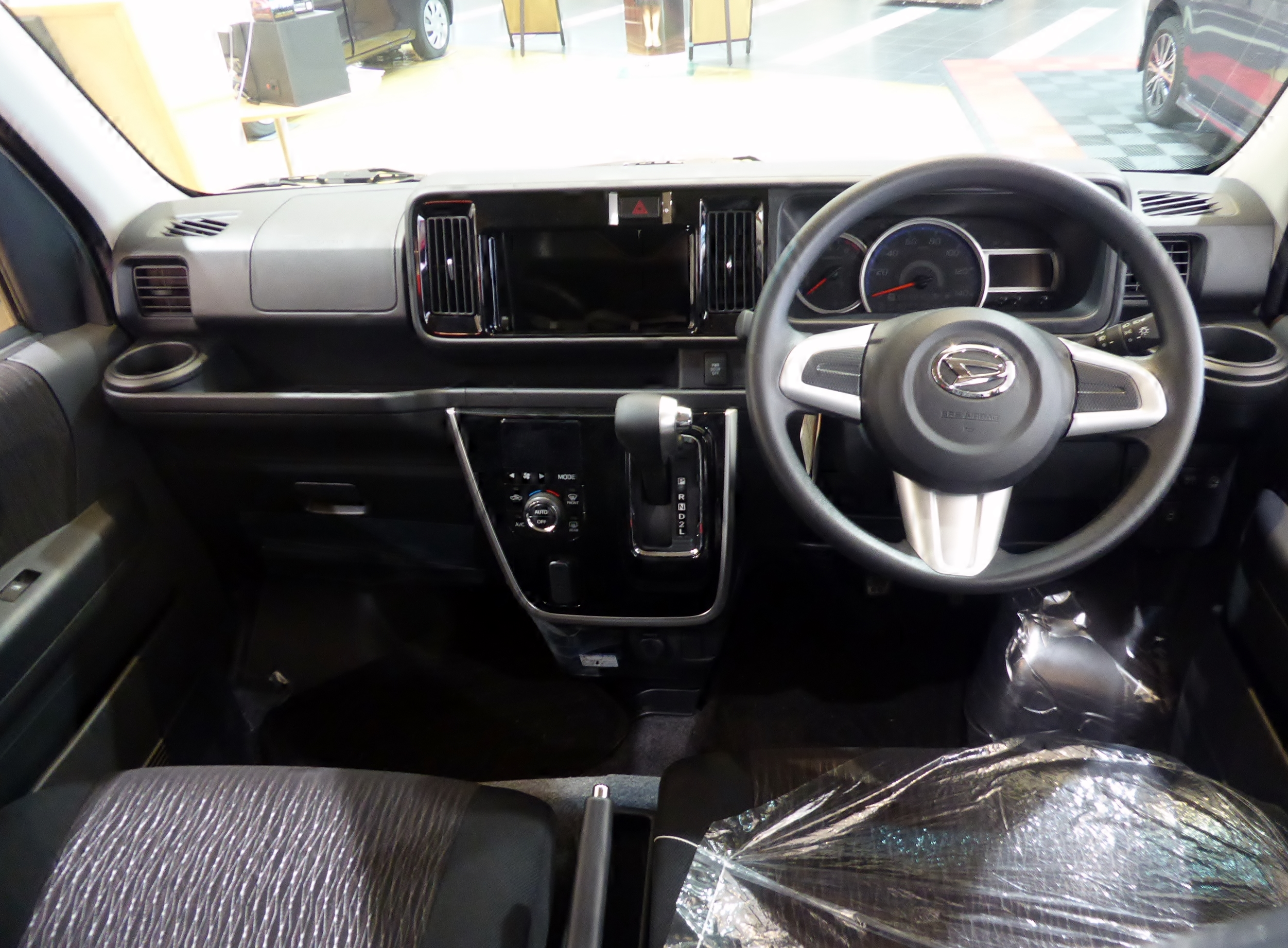
Interior 2017

La cinquena i actual generació del Daihatsu Atrai va eixir a la venda el maig de 2005 juntament amb la desena generació de la Daihatsu Hijet. Al començament de la producció del model, aquest equipava un motor de 659 cc atmosfèric o amb turbocompressor. Més endavant, al novembre de 2017, quan el model va patir un fort redisseny estètic exterior i interior, també s'afegí un nou motor de 658 cc amb turbocompressor, l'únic que continúa comercialitzant-se.
Aquesta generació ha estat comercialitzada amb diferents noms per altres marques del grup Toyota com ara Subaru Dias Wagon. Durant la producció d'aquesta generació, els nivell d'equipament foren els següents:
- Custom Turbo
- Custom Turbo RS